# Richard Almeida
Richard Almeida de Oliveira (ur. 20 marca 1989 w São Paulo) – brazylijski i azerbejdżański piłkarz grający na pozycji ofensywnego pomocnika. Od 2021 jest zawodnikiem klubu Qarabağ FK.

## Kariera klubowa
Swoją karierę piłkarską Almeida rozpoczął w klubie EC Santo André. W 2010 roku stał się członkiem pierwszego zespołu i 8 maja 2010 zaliczył w nim debiut w Série B w wygranym 2:1 wyjazdowym meczu z Icasa Juazeiro do Norte.
W sierpniu 2010 Almeida został wypożyczony do portugalskiego drugoligowca, Gil Vicente FC. Swój debiut w nim zanotował 29 sierpnia 2010 w zwycięskim 2:1 domowym meczu z CD Trofense. W sezonie 2010/2011 awansował z Gil Vicente do pierwszej ligi. W Gil Vicente spędził również sezon 2011/2012.
Latem 2012 Almeida został piłkarzem azerskiego klubu Qarabağ FK. Swój debiut w nim zaliczył 5 sierpnia 2012 w zremisowanym 1:1 wyjazdowym spotkaniu z Keşlə Baku. W Qarabağu grał do końca sezonu 2017/2018. Z klubem tym pięciokrotnie wywalczył mistrzostwo Azerbejdżanu w sezonach 2013/2014, 2014/2015, 2015/2016, 2016/2017 i 2017/2018 oraz wicemistrzostwo w sezonie 2012/2013. Zdobył też trzy Puchary Azerbejdżanu w sezonach 2014/2015, 2015/2016 i 2016/2017.
W lipcu 2018 Almeida przeszedł do kazachskiego FK Astana. Zadebiutował w nim 28 lipca 2018 w zwycięskim 2:0 domowym meczu z FK Atyrau. W sezonie 2018 wywalczył z Astaną mistrzostwo Kazachstanu.
W 2019 roku Almeida został wypożyczony z Astany do Qarabağu. W sezonach 2018/2019 i 2019/2020 wywalczył z nim dwa mistrzostwa Azerbejdżanu. W styczniu 2020 przeszedł do Baniyas SC ze Zjednoczonych Emiratów Arabskich. Swój debiut w tym klubie zaliczył 23 stycznia 2020 w wygranym 1:0 wyjazdowym meczu z An-Nassr. W Baniyas spędził pół roku.
Latem 2020 Almeida wrócił do Azerbejdżanu i został piłkarzem klubu Zirə Baku. Swój debiut w nim zanotował 31 października 2020 w zremisowanym 0:0 domowym meczu z Səbail Baku. W Zirə spędził sezon i w 2021 roku ponownie został zawodnikiem Qarabağu.
| Sezon   | Klub           | Kraj                         | Rozgrywki       | Mecze | Gole |
| ------- | -------------- | ---------------------------- | --------------- | ----- | ---- |
| 2010    | EC Santo André | Brazylia                     | Série B         | 3     | 0    |
| 2010/11 | Gil Vicente FC | Portugalia                   | Segunda Liga    | 28    | 6    |
| 2011/12 | Gil Vicente FC | Portugalia                   | Primeira Liga   | 29    | 0    |
| 2012/13 | Qarabağ FK     | Azerbejdżan                  | Premyer Liqası  | 30    | 13   |
| 2013/14 | Qarabağ FK     | Azerbejdżan                  | Premyer Liqası  | 28    | 6    |
| 2014/15 | Qarabağ FK     | Azerbejdżan                  | Premyer Liqası  | 32    | 3    |
| 2015/16 | Qarabağ FK     | Azerbejdżan                  | Premyer Liqası  | 31    | 9    |
| 2016/17 | Qarabağ FK     | Azerbejdżan                  | Premyer Liqası  | 20    | 2    |
| 2017/18 | Qarabağ FK     | Azerbejdżan                  | Premyer Liqası  | 22    | 5    |
| 2018/19 | FK Astana      | Kazachstan                   | Priemjer Ligasy | 8     | 1    |
| 2018/19 | Qarabağ FK     | Azerbejdżan                  | Premyer Liqası  | 14    | 5    |
| 2019/20 | Qarabağ FK     | Azerbejdżan                  | Premyer Liqası  | 14    | 1    |
| 2019/20 | Baniyas SC     | Zjednoczone Emiraty Arabskie | UAE League      | 7     | 1    |
| 2020/21 | Zirə Baku      | Azerbejdżan                  | Premyer Liqası  | 20    | 0    |

## Kariera reprezentacyjna
W reprezentacji Azerbejdżanu Almeida zadebiutował 10 czerwca 2017 w przegranym 0:1 meczu eliminacji do MŚ 2018 z Irlandią Północną, rozegranym w Baku.